# Basma Gharbi
Pour les articles homonymes, voir Gharbi.
Basma Gharbi, née le 8 juin 1963, est une athlète tunisienne. 

## Biographie
Aux championnats panarabes 1981 à Tunis, Basma Gharbi est médaillée d'or du 400 mètres haies et médaillée de bronze du saut en longueur.
Elle obtient aux championnats panarabes 1983 à Amman la médaille d'or du 400 mètres haies, la médaille d'argent du 100 mètres haies et la médaille de bronze du saut en longueur.
Basma Gharbi est médaillée d'argent du saut en longueur aux championnats d'Afrique 1984 à Rabat, puis médaillée d'or du saut en longueur aux Jeux panarabes de 1985 à Casablanca. Aux championnats panarabes 1987 à Casablanca, elle obtient la médaille d'argent du saut en longueur et de l'heptathlon.
Elle est aussi médaillée d'or du 400 mètres haies aux championnats maghrébins 1981, médaillée d'argent du 100 mètres haies et du saut en longueur aux championnats maghrébins 1983 et médaillée d'argent du saut en longueur aux championnats maghrébins de 1986.
Elle est sacrée championne de Tunisie du 100 mètres et du 200 mètres en 1980, du 100 mètres haies en 1982, 1985, 1987 et 1988, du 400 mètres haies en 1981 et 1982, du saut en longueur en 1982 et 1985 et de l'heptathlon en 1982.